# Kotjärnen (Norra Ny socken, Värmland)
Kotjärnen är en sjö i Torsby kommun i Värmland och ingår i Göta älvs huvudavrinningsområde.